# Progressione del record italiano del lancio del disco femminile

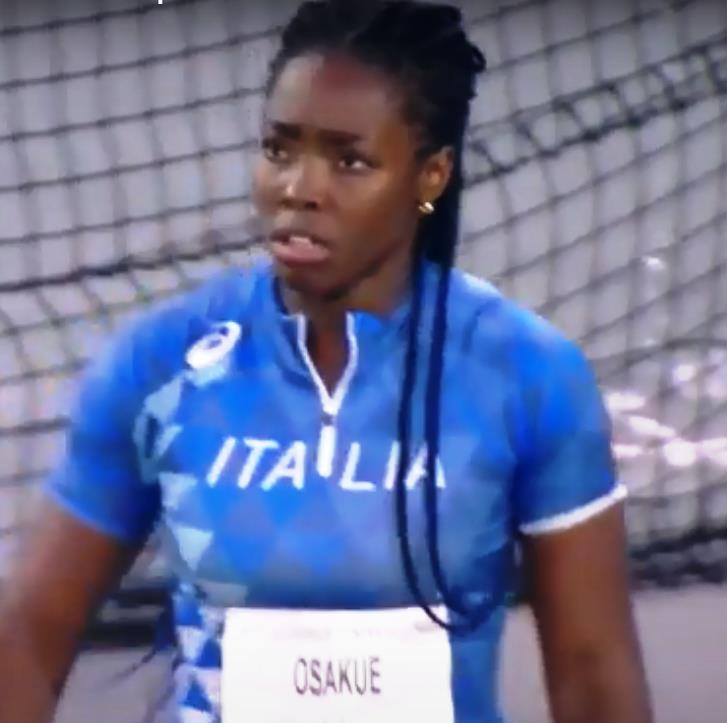
Daisy Osakue nel 2021 ha eguagliato il record italiano di Agnese Maffeis del 1996, equivalente a 63,66 metri.

La voce seguente illustra la progressione del record italiano del lancio del disco femminile di atletica leggera.
Il primo record italiano femminile in questa disciplina venne ratificato il 28 ottobre 1923.

## Progressione
| Misura   | Atleta                | Società                                      | Luogo                 | Data              | Note  |
| -------- | --------------------- | -------------------------------------------- | --------------------- | ----------------- | ----- |
| 23,10 m  | Zina Fornasiero       |                                              | Este                  | 28 ottobre 1923   |       |
| 25,195 m | Marina Zanetti        | Club Atletico Torino                         | Torino                | 28 maggio 1924    |       |
| 26,46 m  | Marina Zanetti        | Club Atletico Torino                         | Milano                | 20 luglio 1924    |       |
| 26,95 m  | Matilde Moraschi      | Società Ginnastica Milanese Forza e Coraggio | Milano                | 28 agosto 1927    |       |
| 28,74 m  | Piera Borsani         | Cotonificio Cantoni Castellanza              | Dalmine               | 8 settembre 1927  |       |
| 28,75 m  | Piera Borsani         | Cotonificio Cantoni Castellanza              | Milano                | 11 settembre 1927 |       |
| 29,20 m  | Piera Borsani         | Cotonificio Cantoni Castellanza              | Milano                | 20 maggio 1928    |       |
| 29,53 m  | Jolanda Bacchelli     | Bologna Sportiva                             | Bologna               | 24 maggio 1928    |       |
| 31,25 m  | Piera Borsani         | Cotonificio Cantoni Castellanza              | Pesaro                | 27 maggio 1928    |       |
| 32,20 m  | Piera Borsani         | Cotonificio Cantoni Castellanza              | Milano                | 1º luglio 1928    |       |
| 32,64 m  | Vittorina Vivenza     | Associazione Sportiva Aosta                  | Dalmine               | 15 luglio 1928    |       |
| 33,05 m  | Vittorina Vivenza     | Associazione Sportiva Aosta                  | Bologna               | 14 ottobre 1928   |       |
| 33,41 m  | Vittorina Vivenza     | Associazione Sportiva Aosta                  | Torino                | 20 settembre 1929 |       |
| 35,38 m  | Vittorina Vivenza     | Associazione Sportiva Aosta                  | Torino                | 6 ottobre 1929    |       |
| 37,57 m  | Gabre Gabric          | Società Ginnastica Zara                      | Piacenza              | 7 giugno 1936     |       |
| 37,95 m  | Gabre Gabric          | La Filotecnica Milano                        | Bologna               | 5 settembre 1937  |       |
| 38,12 m  | Gabre Gabric          | La Filotecnica Milano                        | Vigevano              | 29 maggio 1938    |       |
| 38,24 m  | Gabre Gabric          | La Filotecnica Milano                        | Roma                  | 30 ottobre 1938   |       |
| 38,74 m  | Gabre Gabric          | La Filotecnica Milano                        | Torino                | 28 maggio 1939    |       |
| 39,53 m  | Gabre Gabric          | La Filotecnica Milano                        | Parma                 | 18 giugno 1939    |       |
| 40,02 m  | Gabre Gabric          | La Filotecnica Milano                        | Torino                | 17 settembre 1939 |       |
| 43,35 m  | Gabre Gabric          | La Filotecnica Milano                        | Milano                | 1º ottobre 1939   |       |
| 43,56 m  | Edera Gentile         | Venchi Unica Torino                          | Bologna               | 19 ottobre 1947   |       |
| 45,01 m  | Edera Gentile         | Venchi Unica Torino                          | Roma                  | 27 giugno 1948    |       |
| 46,19 m  | Edera Gentile         | Sportnova Torino                             | Masnago               | 3 agosto 1950     |       |
| 47,00 m  | Paola Paternoster     | Urbe Roma                                    | Milano                | 30 giugno 1956    |       |
| 47,01 m  | Paola Paternoster     | Urbe Roma                                    | Roma                  | 10 ottobre 1956   |       |
| 47,04 m  | Paola Paternoster     | Urbe Roma                                    | Roma                  | 12 ottobre 1956   |       |
| 48,13 m  | Elivia Ricci          | IMEC Bergamo                                 | Belluno               | 25 luglio 1958    |       |
| 48,71 m  | Elivia Ricci          | IMEC Bergamo                                 | Milano                | 7 settembre 1958  |       |
| 51,33 m  | Paola Paternoster     | Associazione Sportiva Roma                   | Roma                  | 27 marzo 1960     |       |
| 51,81 m  | Elivia Ricci Ballotta | Libertas Piacenza                            | Torino                | 17 luglio 1965    |       |
| 52,21 m  | Elivia Ricci Ballotta | Libertas Piacenza                            | Siena                 | 25 luglio 1965    |       |
| 52,82 m  | Elivia Ricci Ballotta | Libertas Piacenza                            | Annecy                | 19 settembre 1965 |       |
| 52,99 m  | Elivia Ricci Ballotta | Libertas Piacenza                            | San Donato Milanese   | 3 ottobre 1965    |       |
| 57,54 m  | Maria Stella Masocco  | Bruno Zauli Roma                             | Tirrenia              | 14 maggio 1972    |       |
| 57,54 m  | Maria Marello         | FIAT Also Torino                             | Verona                | 19 giugno 1986    |       |
| 58,38 m  | Agnese Maffeis        | INA Primavera Torino                         | Trento                | 4 giugno 1988     |       |
| 58,72 m  | Agnese Maffeis        | INA Primavera Torino                         | San Giovanni Valdarno | 20 maggio 1989    |       |
| 59,12 m  | Agnese Maffeis        | INA Primavera Torino                         | Gorizia               | 2 luglio 1989     |       |
| 59,26 m  | Agnese Maffeis        | INA Primavera Torino                         | Spoleto               | 11 agosto 1990    |       |
| 60,64 m  | Agnese Maffeis        | INA Primavera Torino                         | Grosseto              | 13 agosto 1990    |       |
| 61,40 m  | Agnese Maffeis        | INA Primavera Torino                         | Tel Aviv              | 12 maggio 1991    |       |
| 62,08 m  | Agnese Maffeis        | INA Primavera Torino                         | Neubrandenburg        | 16 luglio 1992    |       |
| 62,54 m  | Agnese Maffeis        | Snam Gas Metano                              | Tirrenia              | 22 giugno 1993    |       |
| 63,66 m  | Agnese Maffeis        | Snam Gas Metano                              | Milano                | 12 giugno 1996    |       |
| 63,66 m  | Daisy Osakue          | Gruppo Sportivo Fiamme Gialle                | Tokyo                 | 31 luglio 2021    | [ 1 ] |
| 64,57 m  | Daisy Osakue          | Gruppo Sportivo Fiamme Gialle                | Pietrasanta           | 11 giugno 2023    |       |